# Гелицекультура
Гелицекультура (также иногда называемая геликультура или просто разведение улиток) — человеческая деятельность по сбору, разведению и выращиванию съедобных видов наземных улиток для пищевых и косметических целей. Мясо и икра улиток употребляются в пищу, а слизь находит применение как косметическое средство. 
Наиболее известным видом съедобной наземной улитки можно считать виноградную улитку Helix pomatia, также иногда называемую бургундской улиткой. Этот вид, однако, плохо пригоден для коммерческого разведения.
Двумя наиболее популярными видами для коммерческого разведения являются вид Cornu aspersum, также известный как Helix aspersa Müller, и вид Helix aspersa Maxima.